# Там'ян-Катайський кантон
Там'ян-Катайський кантон (башк. Тамъян-Ҡатай кантоны) — адміністративно-територіальна одиниця в Башкирській автономній радянській республіці.
Адміністративний центр — Бєлорєцьк.

## Географічне положення
Там'ян-Катайський кантон розташовується у східній частині Башкирської АРСР. Кантон на півночі межує із Златоустовським повітом, на північному заході — Кудейським кантоном, на сході — Троїцькими і Верхньоуральским повітами, на півдні — Бурзян-Тангауровським кантоном, а на сході — Табинським і Юрматинським кантонами.

## Історія

Тамьян-Катайський кантон на карті Малої Башкирії у вересні 1919 року

У грудні 1917 року ІІІ Всебашкирський установчий курултай прийняв положення «Про автономне управління Башкурдистану», згідно з яким автономія складалася з дев'яти кантонів: Барин-Табинський, Бурзян-Тангауровський, Джитировський, Ічкін-Катайський, Кипчакський, Куваканський, Там'янський, Ток-Чуранський і Усерганський. До початку 1919 року Башкурдистан складався з 13 кантонів: Аргаяський, Бурзян-Тангауровський, Джитировський, Дуванський, Кипчакський, Кудейський, Табинський, Кущинський, Там'ян-Катайський, Ток-Чуранський, Усерганський, Юрматинський і Яланський.
За «Угодою центральної Радянської влади з Башкирським урядом про Радянську автономну Башкирію» від 20 березня 1919 року територія республіки складалася з 13 кантонів, в числі яких був і Там'ян-Катайський кантон.
Кантон складався з 17 волостей Верхньоуральского та Троїцького повітів.
Згідно з постановою ВЦВК від 15 грудня 1924 року Там'ян-Катайський кантон був поділений на 8 волостей, а за декретом ВЦВК від 14 червня 1926 року — 8 волостей і був утворений Ломовська самостійна сільрада.
17 серпня 1922 року ВЦВК прийняв декрет «Про додаткове розширення меж Башкирської Автономної Радянської Соціалістичної Республіки», згідно з яким землі Там'ян-Катайського кантону перейшли до Челябінської губернії. Це рішення викликало протест башкирського населення.
Кантональні організації Там'ян-Катаю також виступили за збереження кантону в складі Башкирської республіки. На засіданнях кантвиконкому, канткому РКП(б) і відповідальних працівників кантону 26, 28 серпня і 1 вересня 1922 року виносяться рішення проти передачі Там'ян-Катайського кантону з містом Бєлорєцьк до Челябінської губернії.
2 жовтня 1922 року Оргбюро ЦК РКП(б) постановило утриматися від виділення зі складу Башкирської АРСР Там'ян-Катайського кантону, і в цьому був підтриманий Наркомнацем. Створюється комісія Оргбюро ЦК РКП(б) з цього питання. 31 жовтня вона також виносить рішення запропонувати Президії ВЦВК переглянути питання про передачу Там'ян-Катайського кантону. 2 листопада Оргбюро ЦК РКП(б) затверджує дану пропозицію комісії. 9 листопада 1922 року Президія ВЦВК виносить постанову про зміну пункту 3 постанови від 17 серпня щодо передачі Там'ян-Катайського кантону. Інша ж частина південноуральського промислового району відійшла Челябінської губернії

У січні 1923 року Там'ян-Катайський кантон відвідав Голова ВЦВК Михайло Іванович Калінін, який відзначив про трагічні наслідки голоду в кантоні: 
«..у селах абсолютно майже не має худоби, навіть рідко можна зустріти кішок і собак, яких при такому жахливому голоді вжили в їжу…»
Приміром, у селі Хамітово Узянської волості Там'ян-Катайського кантону до голоду було 300 душ населення, 80 домогосподарств, 380 робочих коней, 400 корів, а після голоду залишилося 162 душ населення, 48 домогосподарств, 15 робочих коней та 10 корів.
20 серпня 1930 року Там'ян-Катайський кантон був ліквідований, а його територія увійшла до складу Абзеліловського (частини Кубеляк-Телевської і Там'ян-Катайської волостей),
Бєлорєцького (Кагинська, Катайська, Тирлянська, Усмангалінська, частина
Там'ян-Тангауровської волостей, Ломовська сільрада), Учалинського (Тунгатаровська, Учалінська, частина Кубеляк-Телевська волостей) районів автономної республіки.

## Населення
Чисельність населення за даними Всесоюзного перепису населення 1926 року за Там'ян-Катайському кантоні:
| Чисельність населення | Чоловіки | Жінки  | Обох статей |
| --------------------- | -------- | ------ | ----------- |
| Все населення         | 55 667   | 63 752 | 119 419     |
| Міське населення      | 14 090   | 15 878 | 29 968      |
| Сільське населення    | 41 577   | 47 874 | 89 451      |

## Господарство
Головною галуззю економіки Там'ян-Катайського кантону буле сільське господарство та гірничозаводська промисловість.
Працювали Бєлорєцький металургійний завод; Зіганський, Інзерський і Тірлянський заводи; Бєлорєцькі цвяхо-дротяний і цегельний заводи, Петровський скляний завод, чотири шкіряних заводи, підприємства лісової та деревообробної промисловості, залізорудні та хромові шахти. У 1923 році функціонувало 17 базарів.
У 1927 році площа ріллі становила 27,4 тис. га, в яких переважали посіви вівса (10,3 тис. га) і пшениці (9,8 тис. га), а також були посіви жита — 4,7 тис. га, картоплі — 1,7 тис. га та інших культур. У 1927 році чисельність поголів'я великої рогатої худоби становило 83 645, коней — 39 843, овець — 80 194, кіз — 16 477 і свиней — 1 126.
У 1926 році в кантоні працювала 81 школа 1‑го ступеня, три бібліотеки і 6 хат-читалень, а в 1925 році — 6 лікарень і 4 амбулаторії.